# Maurice Alliot
Maurice Alliot (1903-1960) was een Frans egyptoloog. Vanaf 1937 was hij professor in de egyptologie aan de Universiteit van Lyon en vanaf 1953 aan de Universiteit van Parijs.
Vanaf 1930 nam hij onder het Institut français d'archéologie orientale deel aan de opgravingen in Deir el-Medina en Edfu. Over de opgravingen in Edfu schreef hij twee volumes.
- Bibsys: 90320928
- Bibliothèque nationale de France: cb129447341 (data)
- Gemeinsame Normdatei: 1194100562
- International Standard Name Identifier: 0000 0000 6131 758X
- Library of Congress Control Number: n88624811
- Nationale Bibliotheek van Israël: 987007279569405171
- Nederlandse Thesaurus van Auteursnamen: 079410731
- Réseau des bibliothèques de Suisse occidentale: 02-A002920375
- Istituto Centrale per il Catalogo Unico: PUVV235115
- Système universitaire de documentation: 05695171X
- Virtual International Authority File: 32128811
- WorldCat: E39PBJjt6RxPHGjvYkgT4xqhHC